# Chế bản

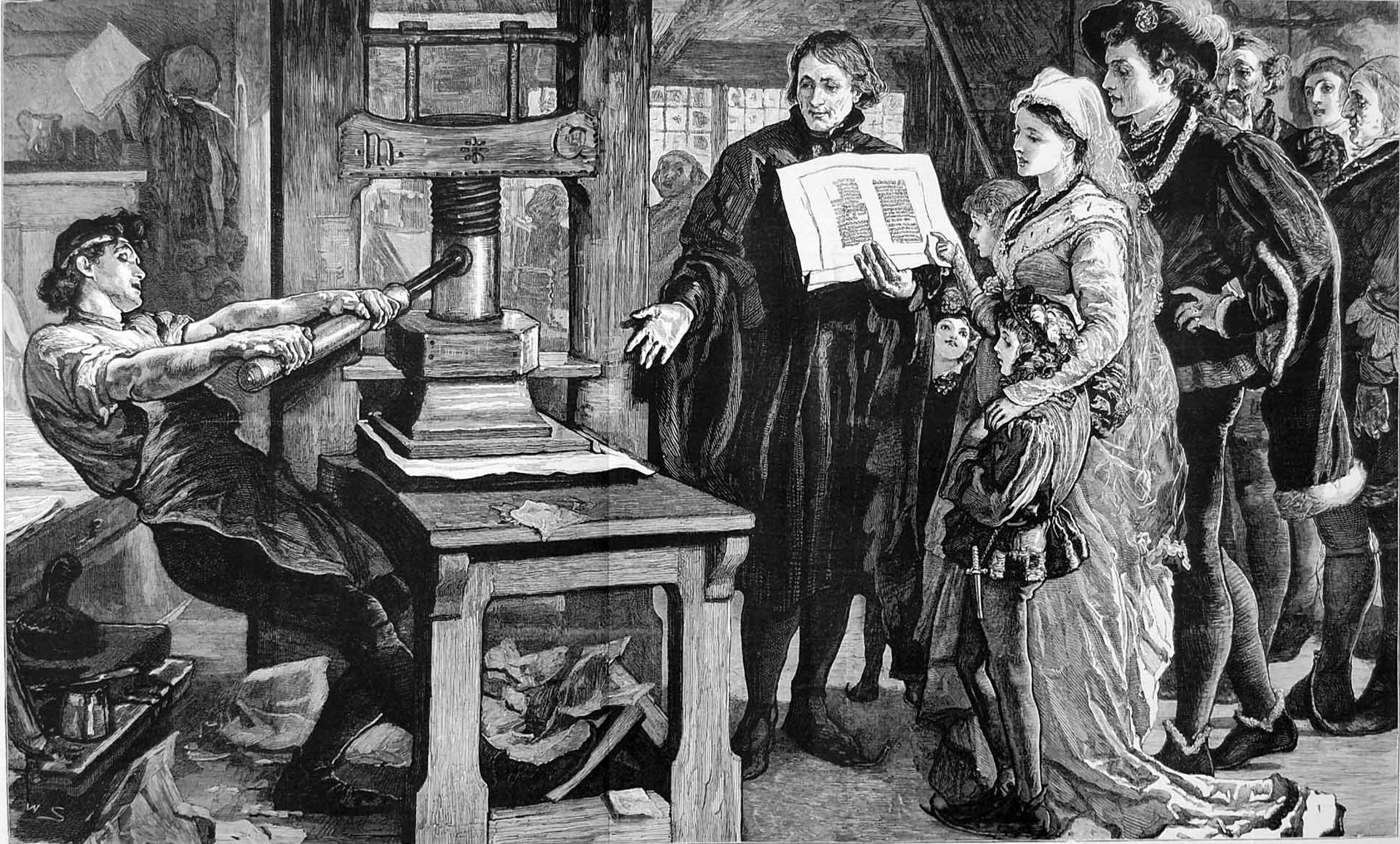
Máy in ép của Gutenberg từ đầu thế kỷ 15. (không rõ ngày của tranh khắc)

Chế bản hay xuất bản là việc phổ biến, công bố rộng rãi các tác phẩm văn học, âm nhạc, phần mềm máy tính hoặc thông tin nói chung. Đây là hoạt động cung cấp thông tin cho công chúng. Trong một số trường hợp, các tác giả có thể là nhà xuất bản của riêng họ, nghĩa là người khởi tạo và phát triển nội dung đồng thời cũng là người cung cấp phương tiện để phân phối và hiển thị nội dung của họ. Ngoài ra, từ "nhà xuất bản" có thể đề cập đến cả một cá nhân lãnh đạo một công ty xuất bản hoặc một nhà xuất bản và một cá nhân sở hữu / đứng đầu một tạp chí.
Theo truyền thống, thuật ngữ này đề cập đến việc phân phối các tác phẩm in, chẳng hạn như sách ("buôn bán sách") và báo chí. Với sự ra đời của hệ thống thông tin số và Internet, phạm vi xuất bản đã mở rộng để bao gồm các tài nguyên điện tử như phiên bản điện tử của sách và tạp chí, cũng như xuất bản vi mô, trang web, blog, nhà phát hành trò chơi video và những thứ tương tự.
Xuất bản cơ bản bao gồm các công đoạn sau: mua bản quyền (từ tác giả hoặc nhà xuất bản gốc), biên tập, dàn trang, thiết kế bìa, xin giấy phép xuất bản, in ấn (hoặc xuất bản dưới định dạng điện tử như pdf, epub, mobi...), tiếp thị và phân phối.
Xuất bản cũng quan trọng như là một khái niệm pháp lý:
1. Như quá trình đưa ra thông báo chính thức cho thế giới về một ý định quan trọng, ví dụ, kết hôn hoặc phá sản
2. Là điều kiện tiên quyết thiết yếu để có thể tuyên bố phỉ báng; đó là, tội phỉ báng phải được công bố/xuất bản
3. Đối với mục đích quyền tác giả, nơi có một sự khác biệt trong việc bảo vệ công trình đã xuất bản và chưa được xuất bản

Có hai mô hình kinh doanh cơ bản trong xuất bản sách:
1. Các nhà xuất bản truyền thống hoặc thương mại: Không thu phí tác giả để xuất bản sách của họ, đối với một số quyền nhất định để xuất bản tác phẩm và trả tiền bản quyền cho sách được bán.[2]
2. Tự xuất bản: Tác giả phải đáp ứng tổng chi phí để có được cuốn sách được xuất bản. Tác giả thường giữ toàn quyền,[3] còn được gọi là xuất bản phù phiếm.

## Lịch sử
Xuất bản trở nên khả thi với việc phát minh ra chữ viết, và trở nên thiết thực hơn khi in ấn xuất hiện. Trước khi in, các tác phẩm phân tán đã được các thư lại sao chép bằng tay. Do in ấn, xuất bản tiến bộ song hành cùng với sự phát triển của sách.
Nhà phát minh người Trung Quốc Bi Sheng đã tạo ra chữ đất nung có thể di chuyển vào khoảng năm 1045, nhưng không có ví dụ nào còn tồn tại đến nay trong quá trình in ấn của ông. Khoảng năm 1450, trong những gì thường được coi là một phát minh độc lập, Johannes Gutenberg đã phát minh ra loại con chữ di động ở châu Âu, cùng với những đổi mới trong việc đúc loại dựa trên ma trận và khuôn tay. Phát minh này dần dần làm giảm giá thành sách in để sản xuất sách và phổ cập sách dễ dàng hơn.
Sách in, tờ giấy đơn và hình ảnh ban đầu được tạo ra trước năm 1501 ở châu Âu được gọi là incunables hoặc incunabula. "Một người đàn ông sinh năm 1453, năm Constantinople sụp đổ, có thể nhìn lại từ tuổi năm mươi của mình trong cuộc đời với khoảng tám triệu cuốn sách đã được in, có lẽ nhiều hơn tất cả các kinh điển của châu Âu đã được sản xuất kể từ khi Constantine thành lập thành phố của mình vào năm 330 sau Công nguyên. " 
Cuối cùng, việc in ấn cho phép các hình thức xuất bản khác ngoài xuất bản sách. Lịch sử xuất bản báo hiện đại bắt đầu ở Đức vào năm 1609, với việc xuất bản các tạp chí sau năm 1663.
Trong lịch sử, xuất bản đã được các nhà xuất bản thực hiện, với lịch sử tự xuất bản tiến triển chậm chạp cho đến khi sự ra đời của máy tính mang lại cho chúng ta khả năng xuất bản điện tử, nó đã trở nên phổ biến từ thời thế giới trực tuyến với Internet. Việc thành lập World Wide Web vào năm 1989 đã sớm đẩy trang web thành một phương tiện xuất bản thống trị, vì các trang web dễ dàng được tạo ra bởi hầu hết mọi người có quyền truy cập Internet. Lịch sử của wiki bắt đầu ngay sau đó, theo sát lịch sử của blog. Xuất bản thương mại cũng tiến triển, khi các hình thức in trước đây được phát triển thành các hình thức xuất bản trực tuyến, phân phối sách trực tuyến, báo trực tuyến và tạp chí trực tuyến.
Kể từ khi bắt đầu, World Wide Web đã tạo điều kiện cho sự hội tụ công nghệ của nội dung thương mại và tự xuất bản, cũng như sự hội tụ của xuất bản và sản xuất thành sản xuất trực tuyến thông qua việc phát triển nội dung đa phương tiện.